# Дербін (острів)
Острів Дербін розташований у Креніцинських островах, підгрупі островів Фокс у східній частині Алеутських островів, Аляска, США.  Дербін — невеликий острів (0,5 mi в поперечнику) і розташований біля південно-західного берега острова Тігальда. Його розміри 840 на 204 метри. Він був названий у 1935 році Берегово-геодезичною службою США через його близькість до Дербінської протоки, каналу між островами Аватанак і Тігальда. Дербінська протока, у свою чергу, походить від «Дербенської», російської назви, опублікованої отцем Веніаміновим (1840).